# Fausto Tozzi
Fausto Tozzi (* 29. Oktober 1921 in Rom; † 10. Dezember 1978 ebenda) war ein italienischer Schauspieler und Drehbuchautor.

## Leben
Fausto Tozzi absolvierte in Rom eine Ausbildung zum Buchhalter und arbeitete zunächst in der Verwaltung. Drehbuchautor Sergio Amidei stellte ihn als Stenografen ein, wodurch er Kontakte zum Film fand.
Nach dem Ende des Zweiten Weltkrieges betätigte sich Tozzi vier Jahre als Drehbuchautor und Regieassistent. 1950 begann er seine Karriere als Schauspieler und stand danach in zahlreichen Filmen vor der Kamera, unter anderem als Benito Juárez in dem Karl-May-Film Der Schatz der Azteken. 1958 schrieb er das Drehbuch zu dem Boxerfilm Welker Lorbeer, eines von insgesamt neun. Bei Trastevere führte er 1971 auch Regie.

## Filmografie (Auswahl)
- 1947: Unter der Sonne von Rom (Sotto il sole di Roma) (Drehbuch)
- 1949: Himmel über den Sümpfen (Cielo sulla palude) (Drehbuch)
- 1954: Das ewige Lied der Liebe (Nel gorgo del peccato)
- 1959: Die Rache der Borgias (La notte del grande assalto)
- 1960: Liebe am Ende der Welt (Questo amore ai confini del mondo)
- 1961: Konstantin der Große (Costantino il grande)
- 1961: Im Stahlnetz des Dr. Mabuse
- 1961: El Cid (El Cid)
- 1961: Degenduell (La congiura dei dieci)
- 1961: Aladins Abenteuer (Le Meraviglie di Aladino)
- 1963: Marschier oder krepier (Marcia o crepa)
- 1965: Michelangelo – Inferno und Ekstase (The Agony and the Ecstasy)
- 1965: Der Schatz der Azteken
- 1966: Nur eine Frau an Bord (The Sailor from Gibraltar)
- 1967: Sein Steckbrief ist kein Heiligenbild (El hombre que mató a Billy el Niño)
- 1969: Die Odyssee (L'Odissea) (Fernsehminiserie)
- 1969: Ein Hauch von Sinnlichkeit (The Appointment)
- 1970: Die Höllenhunde (La spina dorsale del diavolo)
- 1971: Trastevere (Regie)
- 1972: Die Valachi Papiere (The Valachi Papers)
- 1973: Testament in Blei (Crazy Joe)
- 1973: Wilde Pferde (Valdez il mezzosangue)
- 1973: Le guerriere dal seno nudo
- 1976: Abrechnung in San Franzisko (Gli esecutori)
- 1979: Der schwarze Hengst (The Black Stallion)